# Stathis Giallelis
Stathis Giallelis (griechisch Στάθης Γιαλλελής, * 21. Januar 1941) ist ein griechischer Schauspieler. Von Anfang der 1960er bis in die 1980er Jahre hinein trat er in mehreren internationalen Film- und Fernsehproduktionen in Erscheinung. Bekanntheit erlangte er vor allem durch seine erste Filmrolle in Elia Kazans Spielfilm Die Unbezwingbaren (1963).

## Biografie

### Kindheit und Entdeckung durch Elia Kazan
Stathis Giallelis wurde 1941 in Griechenland als einziger Sohn in eine Familie mit vier Töchtern geboren. Sein Vater war ein Anhänger der linken Politik und kam während des Griechischen Bürgerkriegs ums Leben. Von rechten Gegnern schwer verwundet, starb Giallelis’ Vater erst drei Tage später, in denen er von seinem Sohn gepflegt wurde. Mit 15 Jahren wurde er auf diese Weise zum Oberhaupt seiner Familie.
Anfang der 1960er Jahre wurde Giallelis durch Elia Kazan für den Film entdeckt. Der zweifach Oscar-prämierte Regisseur arbeitete zu dieser Zeit an der filmischen Umsetzung seines Drehbuchs America, America. Als die Finanzierung auslief, musste Kazan das Projekt beiseitelegen. Erst die Überarbeitung des Skripts zu einem Roman und dessen Veröffentlichung im Jahr 1962 stieß auf Interesse und sorgte dafür, dass er den Film realisieren konnte. Das Buch berichtet von der leidvollen Odyssee eines jungen Griechen aus Anatolien, der um die Jahrhundertwende vor der Armut seiner dörflichen Heimat und den Repressionen ins gelobte Traumland Amerika flüchtet. Dem Roman zugrunde lagen Erzählungen und Schilderungen von Kazans Onkel, der ebenfalls Anfang des 20. Jahrhunderts von Griechenland in die Vereinigten Staaten ausgewandert war.
Nachdem Kazan bei seinem letzten Spielfilm Fieber im Blut (1961) mit Erfolg dem unbekannten Warren Beatty die Hauptrolle anvertraut hatte, veranstaltete er für den Part des Stavros Vorsprechen in New York, Hollywood, Frankreich und England. „Ich suchte überall … aber jeder, den ich sah, wirkte zu sehr nach Schauspieler“, so Kazan Jahre später in einem Interview. Sie waren dem Regisseur zu gutaussehend und zu professionell. In Athen wurde Kazan schließlich auf Stathis Giallelis aufmerksam, der in einem Büro eines Produzenten die Böden fegte. Er verwickelte den jungen Mann, der weder über eine Schauspielausbildung noch Englischkenntnisse verfügte, in ein Gespräch und erfuhr so über den Hintergrund von Giallelis, unter anderem auch von der intensiven Betreuung, die er seinem todkranken Vater hatte zuteilwerden lassen.
Die Episode aus Giallelis’ Vergangenheit hatte laut Kazan einen „Fleck“ auf dem Jungen hinterlassen: „Ich denke, diese Geschichte nahm mich für ihn ein. Ich wusste, er hatte Not erlebt und ich verstand es gut“, so Kazan. Der Regisseur pries seine Entdeckung als „the real thing“. Mit den gleichen Worten hatte der Regisseur auch den jung verstorbenen James Dean betitelt, dem er in Jenseits von Eden zu Popularität verholfen hatte, auch wenn Kazan später in seiner Autobiografie seine Aussage relativieren und Giallelis im Vergleich zu Dean als „a good boy“ betiteln sollte. Kazan lernte Giallelis daraufhin als jungen „Hahn“ kennen, der in der Gunst seiner Mutter und seiner Schwestern stand, von denen er in jedweder Art und Weise umsorgt wurde. Seine dadurch geförderte Trägheit sollte ihm vor allem bei den Versuchen, Englisch zu lernen, im Wege stehen.

### Rollenvorbereitung und Golden-Globe-Gewinn
Für die Vorbereitung auf die Rolle des Stavros brachte Kazan seinen Hauptdarsteller nach New York, wo er ihm einen Sprachenlehrer zur Seite stellte und ihm eine Freundin fand, mit der er ganztägig Englisch sprechen konnte. Die Dreharbeiten für America, America, der in Deutschland unter dem Titel Die Unbezwingbaren erscheinen sollte, fanden zur Gänze in den griechischen Alfa-Studios in Athen statt. Kazan zeigte sich sowohl für das Drehbuch, als auch Regie und Produktion verantwortlich, nachdem die erfahrenen Produzenten Kenneth Hyman und Ray Stark aus dem Filmprojekt ausgestiegen waren. Als ein möglicher Grund wird die Verpflichtung von Giallelis in der Hauptrolle gesehen. Zur selben Zeit erhielt der Grieche auch eine kleine Rolle in Nikos Koundouros’ preisgekröntem Drama Junge Aphroditen, das noch vor Veröffentlichung von Die Unbezwingbaren auf den Filmfestspielen von Berlin im Juni 1963 gezeigt wurde.
Die Unbezwingbaren feierte seine Uraufführung im Dezember 1963 in New York. Der fast dreistündige Schwarzweißfilm galt nach Meinung der Fachpresse neben Das Arrangement (1969) als persönlichster Film Kazans, floppte aber an der Kinokasse. Dennoch wurde das groß angelegte Epos in vier Kategorien für den Oscar nominiert und gewann den Preis für die beste Ausstattung. Ebenso Lob seitens der Kritiker erhielt der noch unbekannte Stathis Giallelis, „dessen ebenso herzhaft lächelndes wie mitleidlosunbeugsames Gesicht“ laut der zeitgenössischen bundesdeutschen Kritik in der Erinnerung bleiben würde. Für den Part des Stavros, der weder vor Mord, der Mitgiftjagd, noch der Arbeit als Gigolo zurückschreckt, um seinem Wunschziel Amerika näher zu kommen, wurde dem Laiendarsteller bei der Verleihung der Golden Globe Awards 1964 die seltene Ehre einer Doppelnominierung zuteil. Nominiert neben so bekannten Berufskollegen wie Marlon Brando (Der häßliche Amerikaner) oder Paul Newman (Der Wildeste unter Tausend) hatte er in der Kategorie Bester Hauptdarsteller – Drama gegenüber dem späteren Oscar-Preisträger Sidney Poitier (Lilien auf dem Felde) das Nachsehen. Bei der Vergabe des Preises für den Besten Nachwuchsdarsteller setzte sich Giallelis schließlich gemeinsam mit unter anderem Albert Finney (Tom Jones – Zwischen Bett und Galgen) durch.

### Ausklang der Filmkarriere
Obwohl Kazan seinem Hauptdarsteller eine große Karriere prophezeite, schadeten laut Meinung des Regisseurs Giallelis’ schlechte Englischkenntnisse nachträglich dem Film. Die Verwendung von totalen Einstellungen war eine Methode, mit der Kazan versuchte diesen Mangel zu kaschieren. „Er war ein bewundernswerter Junge und arbeitete heldenhaft mit dem Talent, das er hatte, aber es war ohne Zweifel ein Verlust für den Film“, so Kazan Jahrzehnte später. Der Grieche bekleidete erst wieder 1966 Rollen in amerikanischen Spielfilmproduktionen. In Melville Shavelsons Der Schatten des Giganten, über die Staatwerdung Israels, schlüpfte er neben Kirk Douglas, Senta Berger und Yul Brynner in die Rolle des jugendlichen israelischen Kommandanten Ram Oren. Im selben Jahr stand er neben Janet Margolin in Leopoldo Torre Nilssons Drama El ojo de la cerradura in der Hauptrolle eines unreifen Terroristen vor der Kamera. Weder mit diesen Auftritten, noch Silvio Narizzanos Western Inferno am Fluß konnte Giallelis an den Erfolg von Die Unbezwingbaren anknüpfen und er war in den folgenden Jahren nur noch sporadisch in internationalen Spielfilmproduktionen unter Regisseuren wie Časlav Damjanović (Signal auf grün) oder Jules Dassin (The Rehearsal) zu sehen.
Giallelis letzte große Filmrolle absolvierte er in Hall Bartletts Literaturverfilmung Die Kinder von Sanchez (1978), in der eine große mexikanische Familie an der Hartherzigkeit des Vaters (gespielt von Anthony Quinn) zu zerbrechen droht. Anfang der 1980er Jahre klang die Karriere des Schauspielers mit der vierstündigen griechischen Fernsehserie Panagulis Zei, in der er den berühmten Widerstandskämpfer Alekos Panagoulis porträtierte, sowie dem griechischen Spielfilm To tragoudi tis epistrofis (1983), aus.

## Filmografie
- 1963: Junge Aphroditen (Mikres Afrodites)
- 1963: Die Unbezwingbaren (America, America)
- 1966: Der Schatten des Giganten (Cast a Giant Shadow)
- 1966: El ojo de la cerradura
- 1968: Inferno am Fluß (Blue)
- 1970: Signal auf Grün (Rekvijem)
- 1973: Der letzte Zug nach Berlin (Last Train to Berlin)
- 1974: The Rehearsal
- 1976: Happy Day
- 1978: Die Kinder von Sanchez (The Children of Sanchez)
- 1980: Panagulis Zei (Fernsehserie)
- 1983: To tragoudi tis epistrofis

## Auszeichnungen
- 1964: Golden Globe Award für Die Unbezwingbaren (Bester Nachwuchsdarsteller), eine weitere Nominierung (Bester Hauptdarsteller – Drama)